# Year of the Cat
| Recensione | Giudizio       |
| ---------- | -------------- |
| Ondarock   | Pietra Miliare |

Year of the Cat è il settimo album di Al Stewart pubblicato dalla RCA nel 1976.

## Disco
Le registrazioni sono avvenute in gran parte agli Abbey Road Studios di Londra con alcune registrazioni aggiuntive e il missaggio finale ai Davlen Sound Studios di Universal City (Los Angeles). Il titolo fa riferimento al calendario vietnamita, non a quello cinese come per molto tempo è stato erroneamente riportato in questa sede (nel calendario cinese, il segno del gatto non esiste). Hanno collaborato al disco molti di quelli che già avevano collaborato al precedente Modern Times: Alan Parsons alla produzione, Andrew Powell agli arrangiamenti orchestrali, Peter Wood al piano (e coautore della canzone che dà il titolo all'album) e Tim Renwick alle chitarre.
Nei progetti di Stewart la canzone omonima avrebbe dovuto intitolarsi The Foot on the Stage e riguardare la vicenda di Tony Hancock, attore televisivo e radiofonico britannico morto suicida nel 1968 e da lui molto apprezzato. Ma quando scoprì che l'attore non era particolarmente conosciuto negli USA, cambiò idea e tornò al titolo originale.
Sia l'album che il singolo con la title track (B side: Broadway Hotel) sono entrate nella top ten statunitense.
Forse per ragioni di capacità del formato singolo, il brano del lato A del 45 giri appare in versioni sensibilmente più brevi e "edited" rispetto ai 6'37" dell'album. 
L'edizione italiana (RCA PB 5007) lo riporta con una durata di appena 3'30", facendo quindi perdere tutto il lungo intro strumentale dell'originale. L'edizione francese (RCA PB 5007) presenta, invece, una matrice più lunga, 4'30", recuperando una parte della famosa introduzione.
Altra canzone dell'album che ha goduto di notevole successo è On the Border, con vari assoli di chitarra classica (flamenco) di Peter White.
La copertina dell'LP è stata realizzata da Colin Elgie di Hipgnosis e riporta il tema del "gatto" e del "felino" in svariati elementi del disegno.
Nel 2001 è uscita un'edizione CD con 3 bonus tracks: una versione live di On The Border, l'inedita Belsize Blues e Story of the Songs, monologo in cui l'autore illustra l'origine delle canzoni dell'album.

## Tracce

### Lato A
Testi e musiche di Al Stewart tranne Year of the Cat (Al Stewart, Peter Wood); edizioni musicali RCA.
1. Lord Grenville – 5:02
2. On the Border – 3:23
3. Midas Shadow – 3:16
4. Sand in Your Shoes – 3:04
5. If It Doesn't Come Naturally, Leave It – 4:30

Durata totale: 19:15

### Lato B
1. Flying Sorcery – 4:22
2. Broadway Hotel – 3:58
3. One Stage Before – 4:41
4. Year of the Cat – 6:37

Durata totale: 19:38

## Musicisti
- Al Stewart - voce solista, cori, chitarra, tastiere
- Tim Renwick -  chitarra
- Peter White - chitarra
- Don Lobster - tastiere
- Peter Wood - tastiere
- George Ford - basso elettrico
- Stuart Elliot - batteria e percussioni
- Bobby Bruce - violino
- Phil Kenzie - sax alto
- Marion Driscoll - tamburello
- David Pack - cori
- Tony Rivers - cori
- John Perry - cori
- Andrew Powell - arrangiamenti orchestrali
- Graham Smith - armonica

## Produzione
- Alan Parsons – produzione
- Colin Edge – design copertina
- Hipgnosis - design copertina
- George Hardie - design (non accreditato)[4]
- Peter Christopherson - design (non accreditato)[4]